# Josef Prokš
Josef Prokš (* 3. Oktober 1959 in Ivančice) ist ein tschechischer Generalmajor. Seine Ernennung in diesen Rang erfolgte am 8. Mai 2003.
Er ist verheiratet und Vater von zwei Töchtern.

## Karriere
In den Jahren 1974–1978 besuchte Prokš eine militärische Mittelschule. Anschließend absolvierte er die Hochschule des Heeres in Vyškov (Vysoká vojenská škola pozemního vojska ve Vyškově), die er 1982 abschloss. Von 1987 bis 1990 war er zum Postgraduiertenstudium an der Militärakademie in Brünn (Brno) eingeschrieben.
Beginnend mit dem Jahr 1982 und im Verlauf von etwa 14 Jahren hatte Prokš den Befehl über diverse Luftlandeeinheiten. Von 1996 bis 1999 war er für die IFOR tätig. Er war zunächst stellvertretender Leiter der tschechischen Contact Group im Stab der unter britischer Führung stehenden Multinationalen Division Südwest in Banja Luka, anschließend Kommandeur des 6. mechanisierten Bataillons des tschechischen IFOR-Kontingents. In den Jahren 1997–1999 war er Stabschef der 4. Schnelleinsatzbrigade des tschechischen Heeres.
Von 1999 bis 2000 studierte Prokš am United States Army War College in Pennsylvania. In den Jahren 2000 bis 2002 war er Kommandeur der Hochschule des Heeres in Vyškov, gleichzeitig vertrat er von 2001 bis 2002 sein Land  beim United States Central Command in Tampa. 2002 wurde er nach Kuwait versetzt, wo ihm das tschechische Kontingent in der Operation Enduring Freedom unterstellt war. Im Oktober 2002 wurde er in den Rang eines Brigadegenerals erhoben.
Ab 2002 war Prokš Kommandeur des tschechischen militärischen Nachrichtendienstes, dessen Aufgabe er in erster Linie im Kampf gegen die Verbreitung von Massenvernichtungswaffen und gegen den Terrorismus sah. Der Bestätigung in dieser Funktion am 1. Mai 2003 folgte die Erhebung in den Rang eines Generalmajors am 8. Mai.
Am 1. April 2004 wurde er zum Berater des tschechischen Verteidigungsministers. Ab dem 1. März 2007 war er einer der Stellvertreter des Chefs des Generalstabs der tschechischen Streitkräfte. Im Mai 2008 stieg er schließlich zu dessen erstem Stellvertreter auf.
Im Dezember 2009 erklärte Prokš seinen Rücktritt vom Militärdienst. Mit Stand von 2012 war er Doktorand an der Fakultät für Ökonomie und Management (Fakulta ekonomiky a managementu) der Universität für Verteidigung (Univerzita obrany) in Brünn.